# Amager Strand (métro de Copenhague)
Amager Strand est une station du métro de Copenhague.

## Situation ferroviaire
Amager Strand est une station de la ligne M2. Elle a été inaugurée le 28 septembre 2007.

## À proximité
- Amager Strandpark : plage